# Mesoleptus borealis
Mesoleptus borealis là một loài tò vò trong họ Ichneumonidae.